# Oberonia ritaii
Oberonia ritaii är en orkidéart som beskrevs av George King och Robert Pantling. Oberonia ritaii ingår i släktet Oberonia och familjen orkidéer. Inga underarter finns listade i Catalogue of Life.